# لحرج
لحرج هي بلدة ريفية موريتانية تقع في مقاطعة ولد ينج في منطقة كيدي ماغا الواقعة في جنوب موريتانيا.

## الموقع
تقع بلدة لحرج في شمالي شرق مقاطعة ولد ينج جنوب منطقة كيدي ماغا الواقعة في جنوب موريتانيا، وتبلغ مساحتها 1070 كيلومتر مربع، ويحدها من جهة الشمال بلدية لكران وبلدية ساني، ويحدها من جهة الغرب بلدية بوعنز، ويحدها من جهة الشرق بلدية كنكوصة وبلدية هامد، بينما يحدها من جهة الحنوب بلدية لعوينات وبلدية التكتاكة.

## السكان
شهدت بلدة لحرج نموًّا سكانيًّا ملحوظًا خلال القرن الحادي والعشرين، حيث ارتفع عدد سكان البلدة من 6360 نسمة في عام 2000، إلى 7526 نسمة في عام 2013 بمُعدل نمو سنوي بلغ 1.4٪ على مدى 13 عامًا.

## التاريخ
تأسست بلدة لحرج بموجب المرسوم الصادر في 20 أكتوبر عام 1987 بشأن تأسيس البلديات الموريتانية. وقد شغل إبراهيم انيانا باه منصب عمدة بلدة لحرج لولايتين مُتتاليتين. تم تنصيبه حاكمًا للبلدة في ولايته الأولى بدءًا من عام 2014، وحتّى عام 2018، ثُمّ أعيد تنصيبه لولاية جديدة في عام 2018 وهو المنصب الذي لا يزال يشغله حتّى الآن.

## الإدارة
تُعدّ بلدة لحرج جزءًا من منطقة لحرج منذ عام 2018، والتي تضمّ معها بلدتين أخريين هما بلدة دافور وبلدة بوعنز، وتُعتبر بلدة لحرج هي عاصمة المنطقة. وقد شكك الكثير من الناس في الهدف من وراء إنشاء هذه البلدة الجديدة، إذ يرون أنه لم يكُن هُناك ما يبرر ذلك، بالإضافة إلى أن تأسيس البلدة الجديدة كان بمثابة مشكلة لكثير من سكان المنطقة.

## الاقتصاد
تُشكل الزراعة النشاط الاقتصادي الرئيسي لسكان بلدة لحرج مثلهم في ذلك مثل سكان جميع البلدات الموريتانية الموجودة في المنطقة تقريبًا. ومع ذلك فلا يزال اقتصاد البلدة متواضعًا وهش بسبب ما يواجهه من عقبات تُعرقل محاولات تنميته، ولا سيما الظروف المناخية أو قلة الإمكانيات المتوفرة للمزارعين. وفي سبيل للتغلب على هذه المعوقات، قامت الحكومة الموريتانية بالتعاون مع المنظمات غير الحكومية المختلفة لتمويل عدد من المشاريع التي تُساعد على تحسين الظروف المعيشية لسكان البلدة.